# Линия перемены даты
Ли́ния переме́ны да́ты — условная линия на поверхности земного шара, проходящая от полюса до полюса, по разные стороны которой местное время отличается календарно на один день. То есть по разные стороны линии часы показывают примерно одно время суток (возможна разница на один-четыре часа из-за сдвига часовых поясов), однако на западной стороне линии дата сдвинута на один день вперёд относительно восточной.
Причина этого разрыва — взаимоналожение показателя со свойством непрерывности (равномерное хроническое движение часовых поясов вместе с вращением Земли) и показателя со свойством дискретности (смена всеземной календарной даты в привязке ко Гринвичскому меридиану). Одна и та же календарная дата устанавливается по всей Земле лишь единожды в сутки — когда в Гринвиче полдень (12:00), и соответственно, как 12 часовых поясов к западу от Гринвича, так и 12 часовых поясов к востоку от Гринвича оказываются в пределах одного и того же «дня календаря». Однако стоит Гринвичскому меридиану по мере вращения Земли продвинуться на 12 часовых поясов восточнее, оказавшись в точке полуночи, планета оказывается «календарно поделена» на 2 равные части: «следующий» за Гринвичем «хвост» из 12 часовых поясов ещё будет относить себя к «текущей» дате, хотя объективно дата уже истекла. Точно таким же образом, для 12 предшествующих Гринвичу с востока часовых поясов не очевидно будет «официальное запаздывание» Гринвича с переходом через точку полуночи и «формальным» наступлением следующей даты, что образует «задел» часовых поясов со «следующей» субъективной календарной датой. Положение дел выправляется лишь по новом достижении Гринвичем полуденной точки — «отстающие» 12 часовых поясов с запада успевают попасть в условную зону, «охваченную» всеземной календарной датой.
Иначе говоря, если на линии перемены даты полночь, и, значит, на противоположном Гринвичском меридиане (0°) в этот момент полдень, то на восток от линии перемены даты начинается день календаря, который на западе от той же линии только что закончился.
Линия перемены даты примерно соответствует меридиану 180° («долготному антиподу Гринвича»), проходящему в основном по океану, но местами значительно отклоняется от него. Местное время определяется государствами на своей территории и в прилегающих территориальных водах, а не в международных водах. В 1917 году прошедшая Англо-Французская конференция по хронометражу на море определила модель часовых поясов для использования в морской навигации.
Линия перемены даты нигде, кроме Антарктиды, не проходит по суше, хотя есть случаи, когда она проведена между близко расположенными островами, например, между островами Диомида, которые находятся на расстоянии всего примерно две морские мили (примерно 4 км) друг от друга. Северная часть линии перемены даты начинается в Северном Ледовитом океане, огибает с востока восточные территории России, входит в Тихий океан через Берингов пролив, южнее переходит на западную сторону меридиана 180°, оставляя на востоке от себя Алеутские острова, после чего снова выходит на меридиан 180°. Далее линия следует по Тихому океану до самой Антарктиды, испытывая ещё одно крупное отклонение к востоку в Океании (Кирибати и др.).

## Эффекты дискретности календаря в связи с непрерывностью временного потока
После пересечения линии перемены даты с востока на запад нужно увеличить календарное число на единицу, а после пересечения её с запада на восток, наоборот, уменьшить на единицу. Перемена дат должна осуществляться только при использовании, в той или иной форме, местного времени.
Впервые проблема, связанная с изменением даты, возникла во время первого кругосветного путешествия. Корабли плыли на запад, вслед за движением Солнца по небосводу, догоняя его. Поэтому будь у моряков современный хронометр или простые часы, настроенные на местный полдень порта отплытия, моряки бы заметили, что их день чуть длиннее обычных 24 часов, и их местный полдень всё больше и больше отстаёт.
Но, поскольку хронометров в те времена не было, это отставание было незаметно. Моряки пользовались песочными часами (от этого на флоте и был счет времени по склянкам). Суточное время отсчитывали от местного полудня, соответствующего меридиану, на котором в этот момент находилось судно. В итоге когда моряки вернулись в родную Европу, оказалось, что их корабельный календарь отстал от календаря родины на целые сутки. Это выяснилось на островах Зелёного Мыса. Вот как описал это Антонио Пигафетта:

… мы подошли наконец к островам Зелёного Мыса. В среду, 9 июля, мы добрались до островов Святого Иакова [Сантьяго] и тут же отправили лодку к берегу за провизией […] Мы поручили нашим людям, отправившимся на лодке к берегу, расспросить, какой это был день, и они узнали, что у португальцев был четверг, что нас весьма удивило, так как у нас была среда, и мы никак не могли понять, отчего могла произойти такая ошибка. Я чувствовал себя хорошо все время и делал отметки каждый день без перерывов. Как выяснилось впоследствии, тут не было никакой ошибки, ибо мы шли все время по направлению к западу и вернулись к тому же пункту, куда двигалось и солнце, и таким образом выиграли двадцать четыре часа, в чём никаких сомнений быть не может
Оригинальный текст (итал.)
Al fine, costretti dalla grande necessità, andassemo a le isole de Capo Verde.
Mercore, a nove de iulio, aggiungessemo a una de queste, detta Santo Iacopo e subito mandassemo lo battello in terra per vittuaglia […]
Commettessimo a li nostri del battello, quando andarono in terra, [che] domandassero che giorno era: me dissero come era a li Portoghesi giove. Se meravigliassemo molto perchè era mercore a noi; e non sapevamo come avessimo errato: per ogni giorno, io, per essere stato sempre sano, aveva scritto senza nissuna intermissione. Ma, come dappoi ne fu detto, non era errore; ma il viaggio fatto sempre per occidente e ritornato a lo stesso luogo, come fa il sole, aveva portato quel vantaggio de ore ventiquattro, come chiaro se vede.

## Перенос линии
До 1844 года на Филиппинах вели счёт дням по «американскому исчислению», тогда как на острове Целебес, расположенном на той же долготе, сохранялась «азиатская дата».
После того как Российская империя продала Аляску США в 1867 году, даты в ней были сдвинуты на один день назад для синхронизации с США (ранее они были синхронизированы с Россией). В этот же день был введён действовавший в США григорианский календарь и время синхронизировано с западным побережьем США: в результате дата была переведена на 11 дней вперёд (+12 дней разницы между юлианским и григорианским календарями в XIX веке, −1 день в связи с переходом территории к востоку от линии перемены дат), и суббота стала пятницей (из-за переноса линии перемены дат).
В 1892 году королём Самоа было принято решение о переходе в восточную часть земли относительно линии перемены даты, в результате чего местные жители прожили два четвёртых июля подряд. Это было сделано для удобства морской торговли с США.
Большое отклонение линии к востоку в экваториальной части возникло в 1995 году, когда правительство Республики Кирибати решило выделить острова Лайн в новый часовой пояс (UTC +14). В результате на островах Лайн такое же время, как на Гавайях, но с опережением на сутки, и жители этих островов первыми в мире встречают новый календарный день. Основной причиной переноса линии даты стало то, что Кирибати оказалась разделена на две временные зоны, в которых на протяжении большей части суток не совпадали даты, например, в восточной части страны (в часовом поясе UTC +14) было 9 мая, а в западной (UTC -12) — уже 10 мая. К тому же, правительство Кирибати во главе с президентом республики Тебуроро Тито возлагало большие надежды на извлечение определённой выгоды для очень бедной микронезийской страны. Но это вызвало большой протест со стороны Тонга и новозеландских островов Чатем, которые утверждали, что они должны первыми встретить восход солнца в новом тысячелетии.
В 2011 году власти Самоа приняли решение о переходе вновь на западную сторону от линии перемены даты. Причиной этого стали установившиеся тесные экономические связи Самоа с Австралией, Новой Зеландией и другими государствами Азиатско-Тихоокеанского региона, с которыми время расходилось почти на сутки. Для перехода 30 декабря 2011 года было пропущено и после 29 декабря настало сразу 31 декабря. Аналогичный переход произошёл и на Токелау — зависимой территории под управлением Новой Зеландии, так как административные органы Токелау располагаются в столице Самоа — городе Апиа.
Следующее по Тихому океану судно вполне может игнорировать время близлежащих островов Океании (если оно не заходит в их порты) и осуществлять перевод дат строго на меридиане 180°.[значимость факта?]

## В художественной литературе
В романе «Вокруг света за 80 дней» главный герой Филеас Фогг сначала думал, что проиграл пари, прибыв в Лондон на день позже срока, а на самом деле у него в запасе был один день, так как он пересёк линию перемены даты на пути из Азии в Америку.